# Протисти
Протисти су једноћелијски или колонијални еукариотски организми које класификујемо у групу (царство) Protista. Они се међусобно доста разликују у погледу морфологије, начина живота, исхране и размножавања. Поједини представници поседују неке карактеристике биљних или животињских организама, или карактеристике обе ове групе. Традиционално, протисти се називају алгама, праживотињама и нижим гљивама. У неким системима биолошке класификације, као што је популарна шема пет царстава коју је предложио Роберт Витакер 1969. године, протисти сачињавају царство звано Protista, које се састоји од „организама који су једноћелијски или уницелуларне колоније и који не формирају ткива“.
Поред релативно једноставних нивоа организације, протести не морају нужно имати много заједничког. Када се користи, термин „протисти“ он се односи на врсте сличног изгледа али разноврсних таксона, које нису повезане путем ексклузивног заједничког претка, и које имају другачији животни циклуси, трофичне нивое, модове локомоције и ћелијске структуре. У класификационом систему Лин Маргулис, термин протист је резервисан за микроскопске организме, док се свеобухватнији термин Protoctista примењује за биолошко царство којим су обухваћене извесне велике вишећелијске еукариоте, као што су келп, црвене алге и муљна плесан. Други користе термин протист у ширем смислу, тако да обухвата микробне еукариоте и макроскпске организме који не спадају у друга традиционална царства.
У кладистичким системима, не постоји еквивалент за таксон Protista или Protoctista, оба термина се односе на parафилетичку групу која обухвата целокупно еукариотско стабло живота. У кладистичкој класификацији, садржај Protista је дистрибуиран међу разним супергрупама (SAR, Archaeplastida, Excavata, Opisthokonta, etc.) и Protista, Protoctista и протозоа се сматрају застарелим. Међутим, термин „протист“ се и даље користи неформално као „ухвати све“ термин за еукариотске микроорганизме. На пример, фраза „протистни патоген“ се може користити за означавање било којег микроба који узрокује болест, а који није бактерија, вирус, вироид или метазоа.

## Историјат открића и класификације
Од времена Аристотела до друге половине XX века целокупан живи свет Земље дељен је на два велика царства, биљно и животињско. Подела је била заснована на претпоставци да су биљке пигментисани (углавном зелено), непокретни, фотосинтетички организми са целулозним ћелијским зидом. Са друге стране, животиње не поседују фотосинтетичке пигменте, покретне су, хетеротрофни организми без ћелијског зида. Са развојем микроскопије, ботаничари и зоолози су открили богатство живота непознато дотад, невидљиво „голим оком“. Први који је описао протисте био је холандски научник Антон ван Левенхук који је 1675. године посматрајући кап устајале воде под лупом приметио до тада непознате организме. После тога су углавном ови организми карактерисани као алге, или протозоа. Гљиве и бактерије, организми који се не могу уклопити ни у једно од претходних царстава у потпуности, сматрани су биљкама.
Немачки зоолог Ернст Хекел је 1866. године предложио увођење новог (трећег) царства, Protista, који би укључивао „ниже“ једноћелијске животиње и биљке, али ова идеја није широко прихваћена. Требало је да се окарактеришу основни типови грађе ћелија, па да се оствари напредак на пољу класификације „чудних“ организама. После открића постојања прокариотског и еукариотског типа грађе ћелије, сви организми су подељени у групе Prokaryota и Eukaryota, а радом биолога Витакера (R.H.Whittaker) установљено је пет царстава:
- натцарство прокариоте
  - царство монера (Monera)
- натцарство еукариоте
  - царство протисти (Protista) (једноћелијски организми)
  - царство Fungi (гљиве)
  - царство Plantae (биљке)
  - царство Animalia (животиње). Протисти се деле на алге и протозое. У алге спадају: зелене алге, ватрене алге, мрке алге, црвене алге, силикатне алге. У протозое спадају: амеба, бичари, трепљари, спорозоа.

## Класификација
Царство протиста подељено је на типове (phylum-е), који се на основу начина исхране могу груписати на следећи начин:
1. аутотрофни протисти, којима припадају следећи филуми:
- динофлагелате или ватрене алге (Dinoflagellata или Pyrrophyta)
- еугленофите (Euglenophyta)
- дијатомеје (Bacillariophyta)
- златасте алге (Chrysophyta)

2. хетеротрофни протисти, са типовима:
- бичари Zoomastigina (Zoofllagelata, Mastigophora)
- саркодине (Sarcodina)
- спорозое (Sporozoa)
- трепљари (Ciliophora)

3. протисти слични гљивама:
- миксомикота
- акразиомикота (Acrasiomycota)
- водена буђ, водена плесан (Oomycota)

Савремена кладистичка класификација схвата протисте као парафилетску групу међу еукариотама. Делећи еукариоте на 6 великих клада (супер-група, царстава), аутори сврставају некадашње протисте у 4 царства и као делове преостала 2 царства:
царство 

царство 

царство 

царство 

део царства 

део групе Chloroplastida/Viridiplantae/Chlorobionta
део царства 

## Метаболизам
Исхрана може да варира у зависности од типа протиста. Већина еукариотских алги су аутотрофне, мада су пигменти изгубљени код неких група. Други протисти су хетеротрофни, и могу да испољавају фаготрофију, осмотрофију, сапротрофију или паразитизам. Неки су миксотрофни. Неки протисти који немају или су изгубили хлоропласте/митохондрје су ступили у ендосимбионтске односе са другим бактеријама/алгама чиме компензују за недостајућу функционалност. На пример, Paramecium bursaria & Paulinella су заробили зелену алгу (Zoochlorella) & цијанобактерију респективно, те оне делују као замена за хлоропласт. Слично томе, protistа Mixotricha paradoxa који је изгубио своју митохондрију користи ендосимбионтску бактерију као митохондрију и ектосимбионтску бактерија облика длаке (Treponema spirochetes) за покретање.
Многи протисти су бичари. Може доћи до филтерске исхране кад бичар нађе плен. Други протисти могу да прогутају бактерије и друге честице хране, проширујући своју ћелијску мембрану око ње, чиме формирају вакуолу са храном, у којој врше унутрашње варење процесом фагоцитозе.
| Нутрициони тип  | Извор енергије    | Извор угљеника                           | Примери                 |
| --------------- | ----------------- | ---------------------------------------- | ----------------------- |
| Фотоаутотрофs   | Сунчева светлост  | Органска једињења или фиксација угљеника | Већина алги             |
| Хемохетеротрофи | Органска једињења | Органска једињења                        | Apicomplexa, Трипанозоми или Амебе |

## Репродукција
Неки протисти се сексуално репродукују користећи гамете, док се други репродукују асексуално путем бинарне фисије.
Неке врсте, на пример Plasmodium falciparum, имају екстремно комплексан животни циклус који обухвата вишеструке форме организма, неке од којих се репродукују полно, а друге бесполно. Међутим, нејасно је колико често сексуална репродукција узрокује генетску размену између различитих лоза Plasmodium у природи и већина популација паразитских протиста су вероватно клоналне линије које ретко размењују гене са другим члановима њихове врсте.
Еукариоте су се појавиле у еволуцији пре више од 1,5 милијарди година. Најраније еукариоте су вероватно били протисти. Мада је полна репродукција била широко заступљена међу изумрлим еукариотама, донедавно је изгледало мало вероватно, да секс може да буде примордијална и фундаментална карактеристика еукариота. Главни разлог за такво гледиште је да је изгледало да полне репродукције нема код извесних патогених протиста чији преци су се рано одвојили од еукариотског породичног стабла. Међутим, за неке од тих протиста се сад зна да имају способност, или да су донедавно имали способност за мејозу и стога полну репродукцију. На пример, за честог цревног паразита Giardia lamblia се некад сматрало да је потомак протистне лозе која је претходила појави мејозе и секса. Међутим, за G. lamblia је недавно утврђено да има основни сет гена који функционишу у мејози и који су широко заступљени код полних еукариота. Ти резултати сугеришу да G. lamblia има способност мејозе и стога полне репродукције. Осим тога, директна евиденција за мејотичку рекомбинацију, која је индикатор полне репродукције, је била утврђена код G. lamblia.
За патогене паразитске протисте рода Leishmania је показано да имају способност полног циклуса у бескичмењаком вектору, слично мејози којој подлежу трипанозоме.
Trichomonas vaginalis, паразитски протиста, има способност вршења мејозе, али кад су га Malik et al. тестирали за 29 гена који учествују у мејози, утврђено је да је 27 присутно, укључујући 8 од 9 гена који су специфични за мејозу код модел еукариота. Ови налази сугеришу да T. vaginalis можда има способност вршења мејозе. Пошто је 21 од 29 мејотичких гена такође присутно код G. lamblia, произилази да је већина тих мејотичких гена вероватно била присутна код заједничког претка T. vaginalis и G. lamblia. Те две врсте су потомци лозе протиста која је веома дивергентна међу еукариотама, из чега су Malik et al. извели закључак да су ови мејозни гени вероватно присутни у заједничком претку свих еукариота.
На бази филогенетичке анализе, Дакс и Роџер су предложили да је факултативно полно размножавање било присутно код заједничког претка свих еукариота.
Ово гледиште је додатно подржано студијом амеба коју су спровели Lahr et al. Амебе су генерално сматране бесполним протистима. Међутим ови аутори су произвели евиденцију да је већина амебних лоза у древна времена била полна, и да је већина бесполних група вероватно настала недавно и независно. Треба напоменути да су рани истраживачи (нпр. Калкинс) интерпретирала феномен везан за хромидије (слободне грануле хроматина у цитоплазми) у амебним организмима као израз полне репродукције.
Протисти се генерално бесполно репродукују под повољним условима животне средине, и имају тенденцију полне репродукције под стресним условима, као што су гладовање и топлотни шок. Оксидативни стрес, који се везује за продукцију реактивних врста кисеоника што доводи до оштећења ДНК, је исто тако важан фактор у индуковању полне репродукције код протиста.
Неки од широко заступљених протистних патогена, као што је Toxoplasma gondii, имају способност изазивања инфекција и вршења бесполне репродукције у широком варијетету животиња - које делују као секундарни или интермедијарни домаћини - али могу да пређу на полну репродукцију само у примарном или дефинитивном домаћину (на пример у мачкама, као што су домаће мачке у овом случају).

### Општа
- Haeckel, E (1878). „Das Protistenreich”. Архивирано из оригинала 22. 10. 2013. г. Приступљено 01. 08. 2017.. Leipzig,
- Hausmann, K., N. Hulsmann, R. Radek. (2003). Protistology.. Schweizerbart'sche Verlagsbuchshandlung, Stuttgart,
- Margulis, L., J.O. Corliss, M. Melkonian, D.J. Chapman. (1990). Handbook of Protoctista.. Jones and Bartlett Publishers, Boston,
- Margulis, L., K.V. Schwartz. (1998). Five Kingdoms: An Illustrated Guide to the Phyla of Life on Earth (3rd изд.). New York: W. H. Freeman.
- Margulis, L., L. Olendzenski, H.I. McKhann. (1993). Illustrated Glossary of the Protoctista.,
- Margulis, L., M.J. Chapman. (2009). Kingdoms and Domains: An Illustrated Guide to the Phyla of Life on Earth. Amsterdam: Academic Press/Elsevier.,
- Schaechter, M (2012). Eukaryotic microbes. Amsterdam: Academic Press..

### Физиологија, екологија и палеонтологија
- Foissner, W.; D.L. Hawksworth. Protist Diversity and Geographical Distribution. Dordrecht: Springer, 2009
- Fontaneto, D (2011). Biogeography of Microscopic Organisms. Is Everything Small Everywhere?. Cambridge University Press., Cambridge,
- Levandowsky, M. (2012). Physiological Adaptations of Protists. In.Cell physiology sourcebook : essentials of membrane biophysics. Amsterdam; Boston: Elsevier/AP,
- Moore, R. C., and other editors. Treatise on Invertebrate Paleontology. Protista, part B (vol. 1[мртва веза], Charophyta, „vol. 2”. Архивирано из оригинала 09. 10. 2016. г. Приступљено 01. 09. 2018., Chrysomonadida, Coccolithophorida, Charophyta, Diatomacea & Pyrrhophyta), „part C”. Архивирано из оригинала 09. 10. 2016. г. Приступљено 01. 08. 2017. (Sarcodina, Chiefly "Thecamoebians" and Foraminiferida) and part D[мртва веза] (Chiefly Radiolaria and Tintinnina). Boulder, Colorado: Geological Society of America; & Lawrence, Kansas.